# Río Blanco (Río Tapiche)
Der Río Blanco (span. für „weißer Fluss“) ist ein etwa 318 km langer rechter Nebenfluss des Río Tapiche im Nordosten von Peru in der Region Loreto.

## Flusslauf
Der Río Blanco entspringt auf einer Höhe von etwa 450 m in einem mehr als 700 m hohen Höhenkamm im äußersten Süden des Distrikts Soplin. Der Río Blanco umfließt die südöstliche Flanke des Höhenkamms und wendet sich im Anschluss nach Norden. Ab Flusskilometer 230 wendet er sich 80 km nach Nordosten. Ab Flusskilometer 150 fließt er in Richtung Nordnordwest und schließlich auf den letzten 40 Kilometern nach Norden. Bei Flusskilometer 107 passiert der Fluss das am linken Ufer gelegene Distriktverwaltungszentrum Nueva Alejandría. Die Mündung des Río Blanco in den Río Tapiche befindet sich 55 km südlich der Provinzhauptstadt Requena auf einer Höhe von etwa 110 m. Unterhalb der Mündung befindet sich die Siedlung Nueva Esperanza. Der Río Blanco weist ein stark mäandrierendes Verhalten mit zahlreichen Flussschlingen und Altarmen auf.

## Einzugsgebiet
Der Río Blanco entwässert ein Areal von etwa 4700 km². Es liegt im Amazonasbecken und ist praktisch deckungsgleich mit dem Distrikt Soplin. Das Einzugsgebiet des Río Blanco grenzt im Westen und im äußersten Nordosten an das des Río Tapiche sowie im Osten an das des Río Yavarí.

## Ökologie
Das rechtsseitige Einzugsgebiet des Río Blanco oberhalb des bei Flusskilometer 190 gelegenen Lobo Santa Rocino und der Höhenkamm, der das Quellgebiet darstellt, gehören zum Nationalpark Sierra del Divisor. Unterhalb von Flusskilometer 190 liegt rechts vom Flusslauf das Schutzgebiet Reserva Nacional Matsés. Das gering besiedelte Gebiet ist mit Regenwald und mit Sumpfgebieten bedeckt.